# Maihueniopsis minuta
Maihueniopsis minuta är en kaktusväxtart som först beskrevs av Curt Backeberg, och fick sitt nu gällande namn av R. Kiesling. Maihueniopsis minuta ingår i släktet Maihueniopsis och familjen kaktusväxter. Inga underarter finns listade i Catalogue of Life.

## Bildgalleri

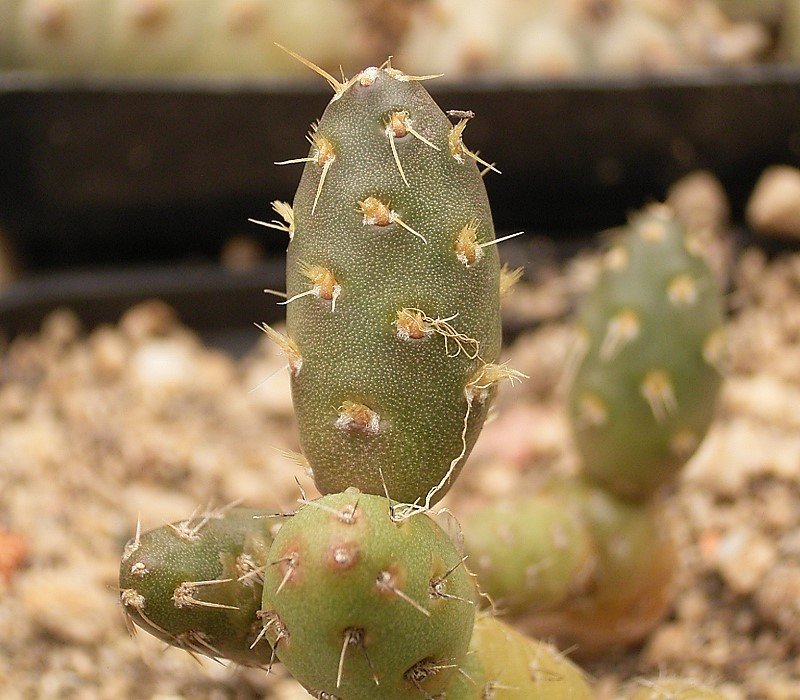
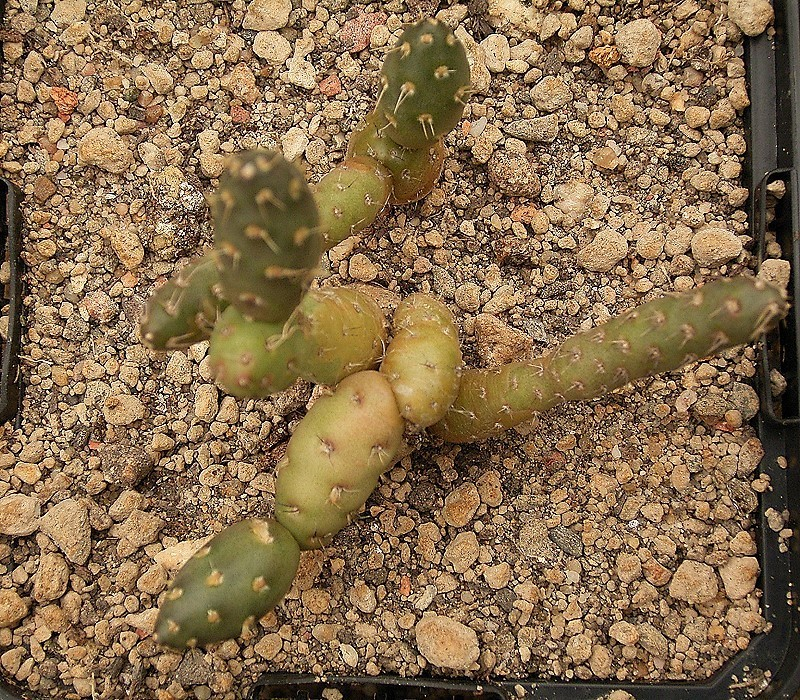
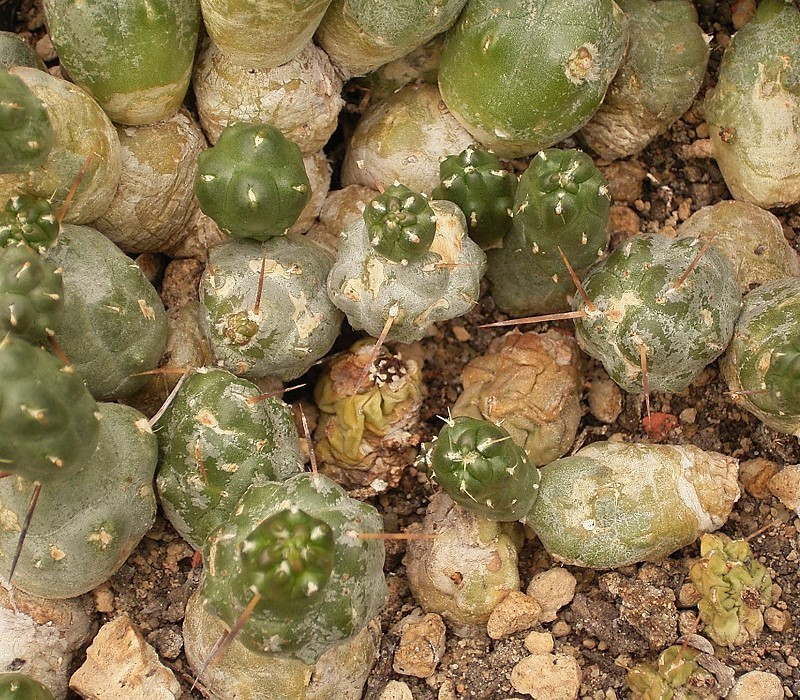
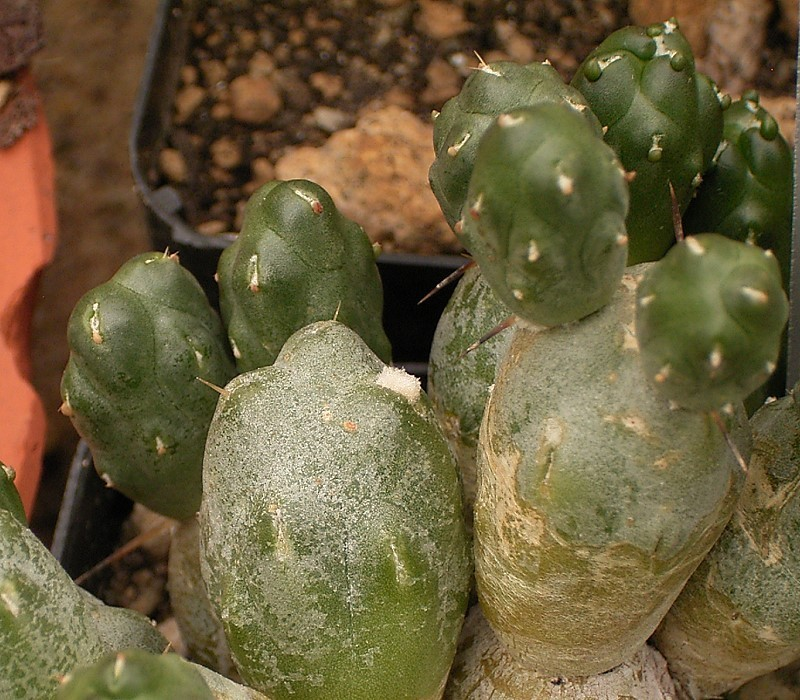